# لورينزو بيانشيني
لورينزو بيانشيني (بالإيطالية: Lorenzo Bianchini)‏ هو لاعب كرة قدم إيطالي في مركز الهجوم، ولد في 17 يناير 1989. شارك مع منتخب إيطاليا تحت 17 سنة لكرة القدم ومنتخب إيطاليا تحت 19 سنة لكرة القدم. أما مع النوادي، فقد لعب مع نادي بيستويسي ونادي روما.